# Геж
Геж — река в России, протекает в Красновишерском районе Пермского края. Устье реки находится в 27 км по левому берегу реки Вижаиха. Длина реки составляет 16 км.

## Описание
Исток реки в урочище Киржинское на хребте Полюдов Кряж в 25 км к юго-востоку от Красновишерска. Течёт преимущественно в северо-западном направлении по ненаселённой местности, среди холмов, поросших лесом. Приток — Белая (правый).

## Данные водного реестра
По данным государственного водного реестра России относится к Камскому бассейновому округу, водохозяйственный участок реки — Кама от водомерного поста у села Бондюг до города Березники, речной подбассейн реки — бассейны притоков Камы до впадения Белой. Речной бассейн реки — Кама.
Код объекта в государственном водном реестре — 10010100212111100004938.